# Lawrence Samuel Durrell
Pour les articles homonymes, voir Durrell.
Lawrence Samuel Durrell, né le 23 septembre 1884 à Dum Dum (Inde) et mort le 16 avril 1928, est un ingénieur britannique. Il est principalement connu pour être le père du romancier Lawrence Durrell et du naturaliste Gerald Durrell. Sa fille Margaret Durrell est également l'auteur d'un livre. 

## Jeunesse
Lawrence S. Durrell naît à Dum Dum, au nord de Calcutta le 23 septembre 1884, fils de Samuel Amos Durrell et de Dora Maria Johnstone. Il est baptisé à Fatehgarh (Bengale), le 7 octobre 1884. 

## Carrière
Ingénieur de profession, il étudie au prestigieux Thomason College of Civil Engineering (aujourd'hui Indian Institute of Technology, Roorkee ). Son premier fils, Lawrence, naît en 1912 alors qu'il travaille pour la Compagnie des chemins de fer du Nord-Ouest à Jalandhar. Lawrence Durrell travaille ensuite pour le compte d'une autre compagnie ferroviaire, la Mymensingh – Bhairab Bazar Railway Company, au Bengale. 
En 1918, il est nommé ingénieur en chef de la fameuse Compagnie des chemins de fer de Darjeeling, Himalaya (Darjeeling Himalayan railway). En 1920, il quitte l'entreprise pour fonder sa propre société, "Durrell & Co., Engineers and Contractors" à Sakci, qui deviendra la ville industrielle de Jamshedpur . Gerald Durrell y naît en 1925. Bon nombre de constructions importantes réalisées pour l'industrie, à Jamshedpur, le sont alors par la société de Lawrence S. Durrell. 
Bien que Durrell achète une maison à Dulwich en vue de s'installer en Angleterre, il part d'abord pour Lahore avec sa famille, afin d'y superviser des travaux au titre d'un contrat. En 1928, il tombe malade, la cause en étant initialement attribuée à un surmenage. La famille s'installe à Dalhousie, réputée avoir un climat favorable, mais Lawrence S. Durrell meurt le 16 avril 1928, peut-être d'une hémorragie cérébrale. Il est enterré au cimetière anglais de Dalhousie. 
Comme beaucoup d'Anglais dont la famille résidait en Inde depuis des générations, Lawrence S. Durrell fréquentait et travaillait avec des Indiens de toute confession et de toute caste. Selon son fils, le romancier Lawrence Durrell, il rendit sa carte d'adhérent à un club lorsque sa proposition d'accepter un médecin indien ayant fait ses études à Oxford et qui avait sauvé la vie de son fils fut rejetée. 

## Vie personnelle et famille
Lawrence S. Durrell rencontre Louisa Florence Dixie à Roorkee et l'épouse en 1910. Le couple a trois fils et deux filles: Lawrence (né en 1912), Margery (1915), Leslie (1917), Margaret (1919) et Gerald (1925).  